# Archipiélago de Bazaruto
El Archipiélago de Bazaruto (en portugués: Arquipélago de Bazaruto) es un grupo de seis islas, en Mozambique, cerca de la ciudad continental de Vilankulo. Comprende las islas de Bazaruto, Benguerra, Magaruque, Banque, Santa Carolina (también conocida como Isla Paraíso) y Shell.
El grupo pertenece al distrito de Vilancolos en la Provincia de Inhambane.
Las islas se formaron de la arena depositada por el río Limpopo, que desde entonces ha cambiado su curso. Las atracciones turísticas incluyen las playas de arena, arrecifes de coral, y las oportunidades para practicar el surf y la pesca. El archipiélago se convirtió en un parque nacional en 1971.
Santa Carolina es la más pequeña del archipíélago, en realidad se trata de una roca con canales profundos. Santa Carolina cuenta con tres playas con arrecifes de coral cerca de la orilla. La isla, también conocida como «Isla Paraíso», se considera como la 'joya' de las islas que forman el archipiélago de Bazaruto que fue declarado parque nacional marino.